# Estanzuela (Uruguay)
Estanzuela o Estación Estanzuela es una localidad uruguaya del departamento de Colonia.

## Ubicación
La localidad se encuentra situada en la zona suroeste del departamento de Colonia, sobre la cuchilla de la Colonia, y al oeste de la ruta 50, con estación de ferrocarril en el km 225 del ramal Montevideo-Colonia.

## Estación agronómica "La Estanzuela"
A comienzos del siglo XX, el 5 de marzo de 1914, con el sustento legal de la Ley 3914 de 1911, se crea la Estación Experimental "La Estanzuela". Este instituto, bajo la dirección del científico alemán Alberto Boerger, pasa a desempeñar un rol importante en la investigación y divulgación de prácticas modernas de la gestión agropecuaria del país. 
En el desarrollo de sus actividades se pueden distinguir las siguientes fases:
- 1914 - 1919: Se implementa la estación meteorológica, la misma que sigue operando en forma ininterrumpida hasta la fecha (2017), registrando las principales variables climáticas. Los primeros trabajos de selección genética se centran en el mejoramiento del trigo, obteniéndose variedades uruguayas, que presentan un mejor desempeño en relación con las variedades extranjeras.
- 1919 - 1960: Se crea, por disposición del Parlamento Nacional, el Instituto Fitotécnico y Semillero Nacional con sede en "La Estanzuela", y bajo la dirección del Dr. Alberto Böerger. Se extienden las investigaciones a otros cultivos como la avena, cebada, maíz, lino, y leguminosas, extendiendo su radio de influencia a Argentina y sur del Brasil. Se incrementa la producción de semillas de las variedades seleccionadas para su distribución a los productores.
- 1961 - 1989: Se crea el "Centro de Investigaciones Agrícolas Alberto Böerger - (CIAAB)". Se incorporan en este período los trabajos de producción animal.
- 1970 - 1975: Regionalización. Se inicia un proceso de descentralización, creándose una red de Estaciones Experimentales en las principales áreas agroecológicas del país.
  - 1970: Estación Experimental Agropecuaria del Este, en Treinta y Tres, que tuvo su origen en el Programa de Desarrollo Económico y Social de la cuenca de la Laguna Merín;
  - 1971: Estación Experimental Hortifrutícola Las Brujas, en Canelones;
  - 1972: Estación Experimental Agropecuaria del Norte, en Tacuarembó;
  - 1979: Estación Experimental Agropecuaria del Litoral Norte, en Salto.
- 1990: Se crea, por decisión parlamentar el Instituto Nacional de Investigación Agropecuaria - (INIA)

## Población
Según el censo de 2011 la localidad contaba con una población de 249 habitantes.
| 255           | 207 | 230 | 185 | 249 |
| (Fuente: INE) |     |     |     |     |